# Вильягран (Гуанахуато)
Вильягра́н (исп. Villagrán) — город и административный центр одноимённого муниципалитета в мексиканском штате Гуанахуато. Численность населения, по данным переписи 2010 года, составила 27 079 человек.

## История
Город был основан 5 мая 1721 года, как поселение Агуахе.
15 декабря 1910 года ему был присвоен статус города и название Энкарнасьон-Ортис.
4 марта 1923 года открыта железнодорожная станция.
В 1930 году был образован муниципалитет Вильягран, а город стал его административным центром, и также был переименован в Вильягран.